# Winsen (Schleswig-Holstein)
Winsen è un comune di 404 abitanti dello Schleswig-Holstein, in Germania.

Appartiene al circondario (Kreis) di Segeberg (targa SE) ed è parte della comunità amministrativa (Amt) di Kisdorf.